# Axel (Paesi Bassi)
Axel è una località e un'ex-municipalità dei Paesi Bassi situata nella provincia della Zelanda. 
Soppressa il 1º gennaio 2003, il suo territorio, assieme a quello della ex-municipalità di Sas van Gent, è stato accorpato a quello della municipalità di Terneuzen.
Si trova nella regione geografica delle Fiandre zelandesi (Zeeuws-Vlaanderen).